# Ella Palis
Ella Palis (født 24. marts 1999) er en kvindelig fransk fodboldspiller, der spiller midtbane for Bordeaux i Division 1 Féminine og Frankrigs kvindefodboldlandshold.
Hun fik sin officielle debut på det franske landshold i 23. februar 2021 ved Tournai de France 2021, i en 2–0-sejr over Schweiz. Hun blev også udtaget til landstræner Corinne Diacres officielle trup mod EM i fodbold for kvinder 2022 i England.
Hun var desuden anfører for det franske U/19-landshold under U/19-EM i fodbold for kvinder 2018 i Schweiz.